# Torre de Babia
Torre de Babia es una localidad española perteneciente al municipio de Cabrillanes, en la provincia de León, comunidad autónoma de Castilla y León.

## Geografía

### Ubicación
| Noroeste: La Cueta         | Norte: Saliencia      | Noreste: Torrestío        |
| Oeste: Lago de Babia       |                       | Este: Robledo de Babia    |
| Suroeste La Riera de Babia | Sur: Huergas de Babia | Sureste: Huergas de Babia |

## Demografía

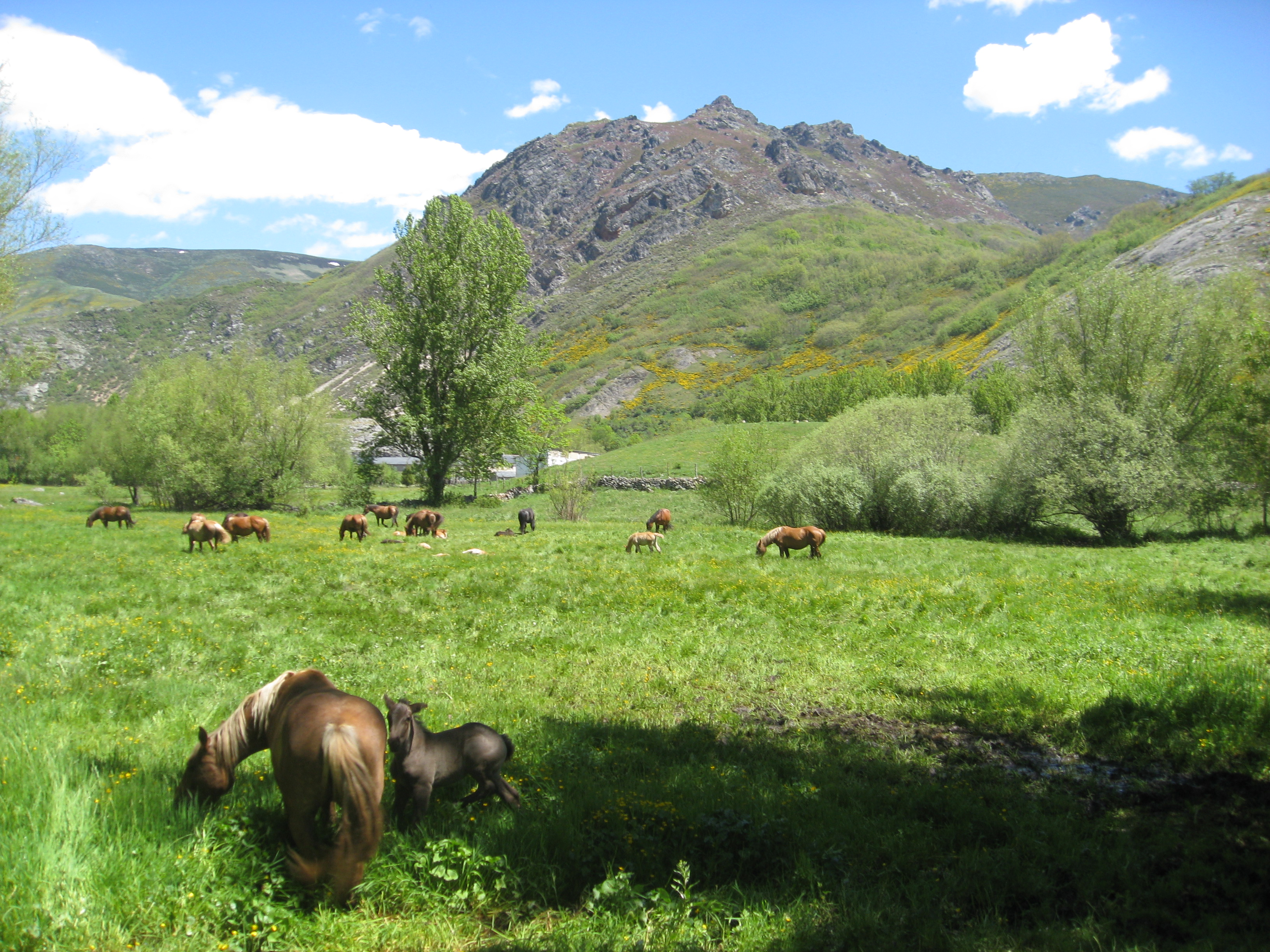
Prados en los alrededores de la localidad

Evolución de la población
| Gráfica de evolución demográfica de Torre de Babia entre 2000 y 2016 |
|                                                                      |
| Población de derecho (2000-2016) según el padrón municipal del INE   |